# Ширмек
Ширме́к (фр. Schirmeck) — коммуна на северо-востоке Франции в регионе Гранд-Эст (бывший Эльзас — Шампань — Арденны — Лотарингия), департамент Нижний Рейн, округ Мольсем, кантон Мюциг. До марта 2015 года коммуна являлась административным центром упразднённого кантона Ширмек (округ Мольсем).

## Географическое положение
Коммуна расположена в горном массиве Вогезы в долине реки Брюш в 360 км к востоку от Парижа, 45 км западнее Страсбурга.
Площадь коммуны — 11,42 км², население — 2425 человек (2006) с тенденцией к стабилизации: 2364 человека (2013), плотность населения — 207,0 чел/км².

## История
Во время Второй мировой войны около Ширмека находился концентрационный лагерь Ширмек-Форбрух, один из нескольких лагерей, которые использовали нацисты с августа 1940 года на территории оккупированной Франции. Лагерь находился в 4 км от другого лагеря Нацвейлер-Штрутгоф. В 1944 году в город вошли военные 6-й армии США.

## Население
Согласно переписи населения 2009 года, на площади 1142 га проживает 2455 человек. Население коммуны в 2011 году составляло 2401 человек, в 2012 году — 2372 человека, а в 2013-м — 2364 человека.
| 1962 | 1968 | 1975 | 1982 | 1990 | 1999 | 2006 | 2008 | 2011 | 2012 | 2013 |
| ---- | ---- | ---- | ---- | ---- | ---- | ---- | ---- | ---- | ---- | ---- |
| 2246 | 2605 | 2628 | 2352 | 2167 | 2177 | 2425 | 2464 | 2401 | 2372 | 2364 |

Динамика населения:

## Экономика
В 2010 году из 1433 человек трудоспособного возраста (от 15 до 64 лет) 1017 были экономически активными, 416 — неактивными (показатель активности 71,0 %, в 1999 году — 69,0 %). Из 1017 активных трудоспособных жителей работали 844 человека (455 мужчин и 389 женщин), 173 числились безработными (89 мужчин и 84 женщины). Среди 416 трудоспособных неактивных граждан 108 были учениками либо студентами, 162 — пенсионерами, а ещё 146 — были неактивны в силу других причин.

## Достопримечательности (фотогалерея)

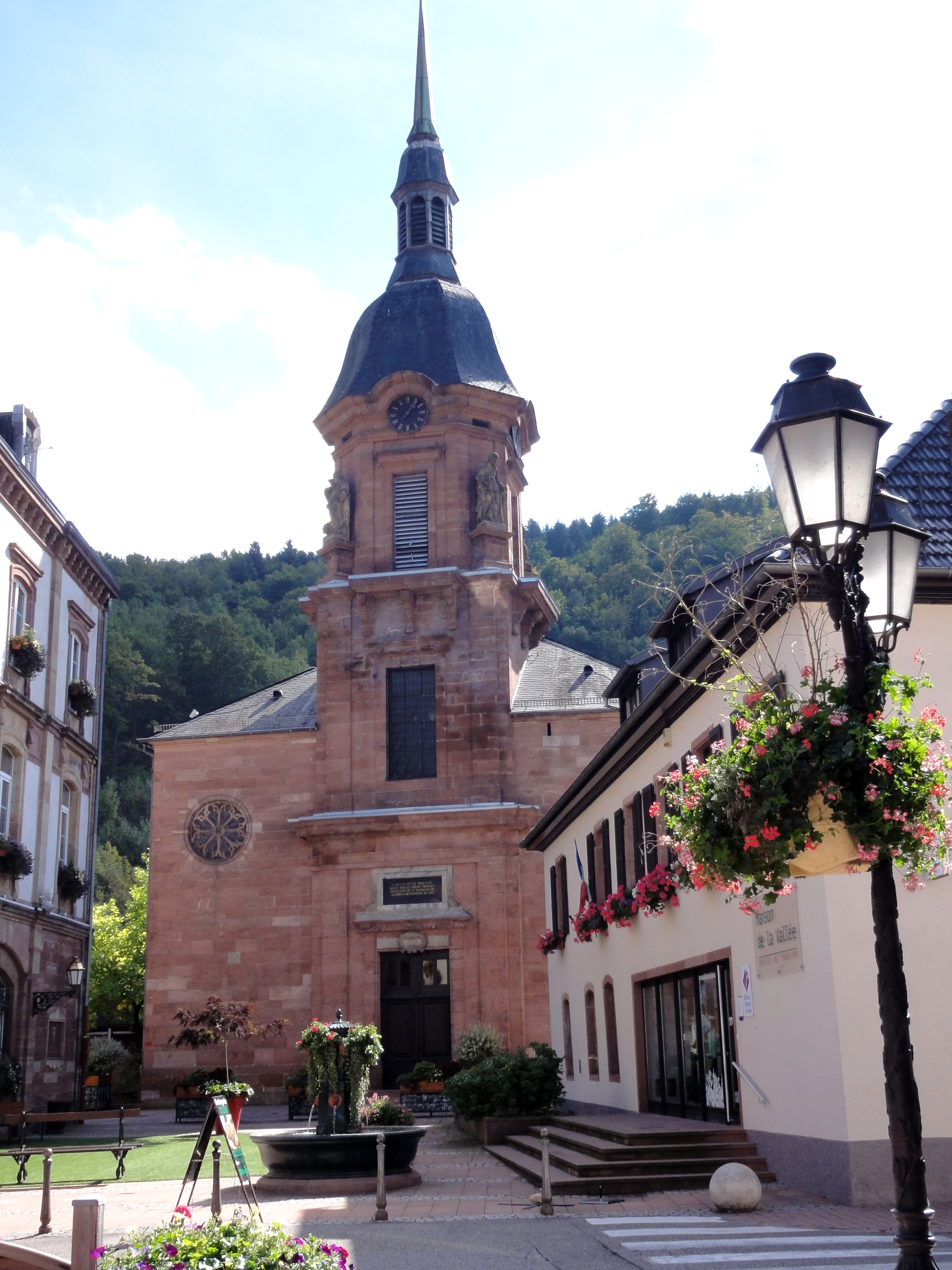
Церковь Святого Георга
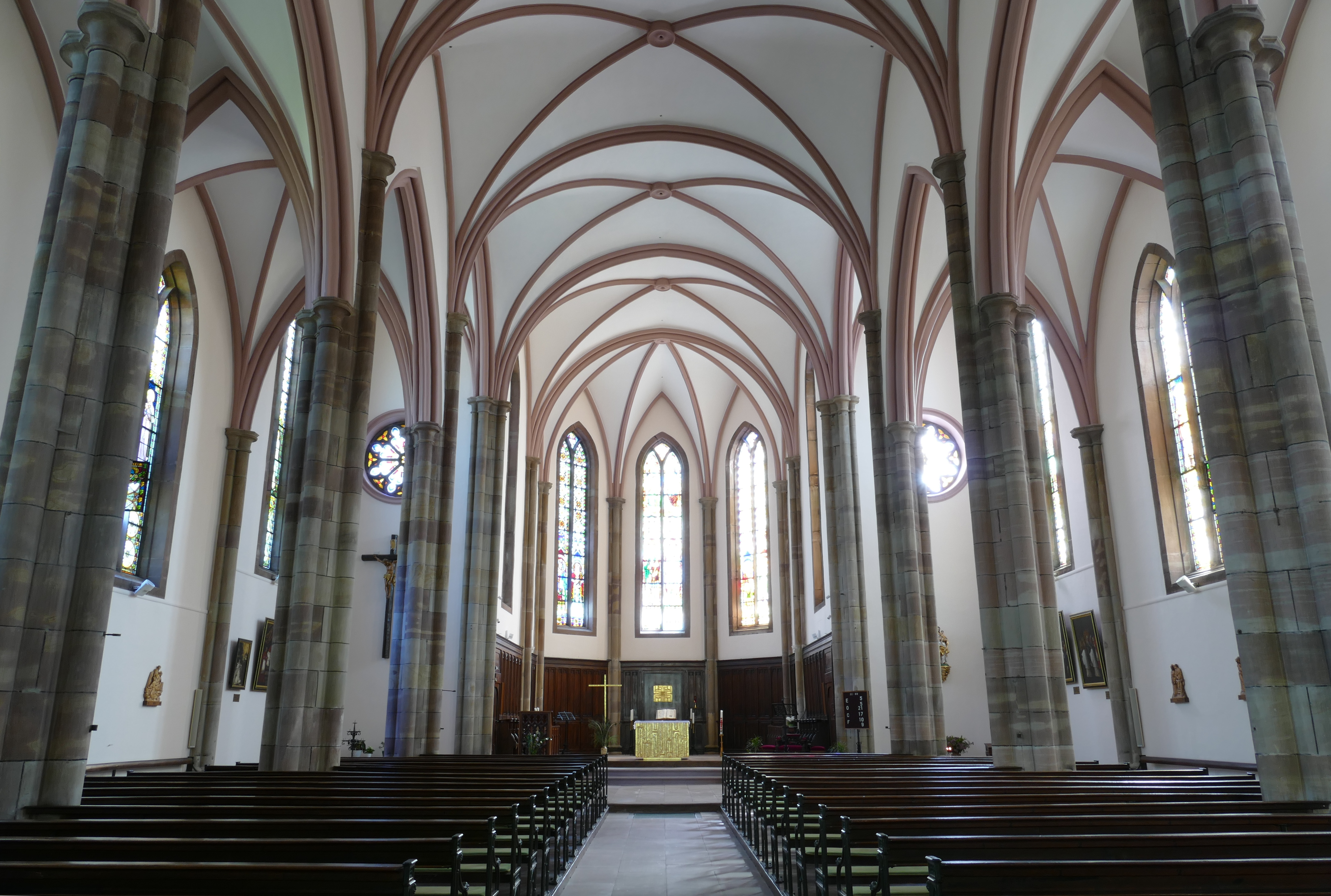
Интерьер церкви
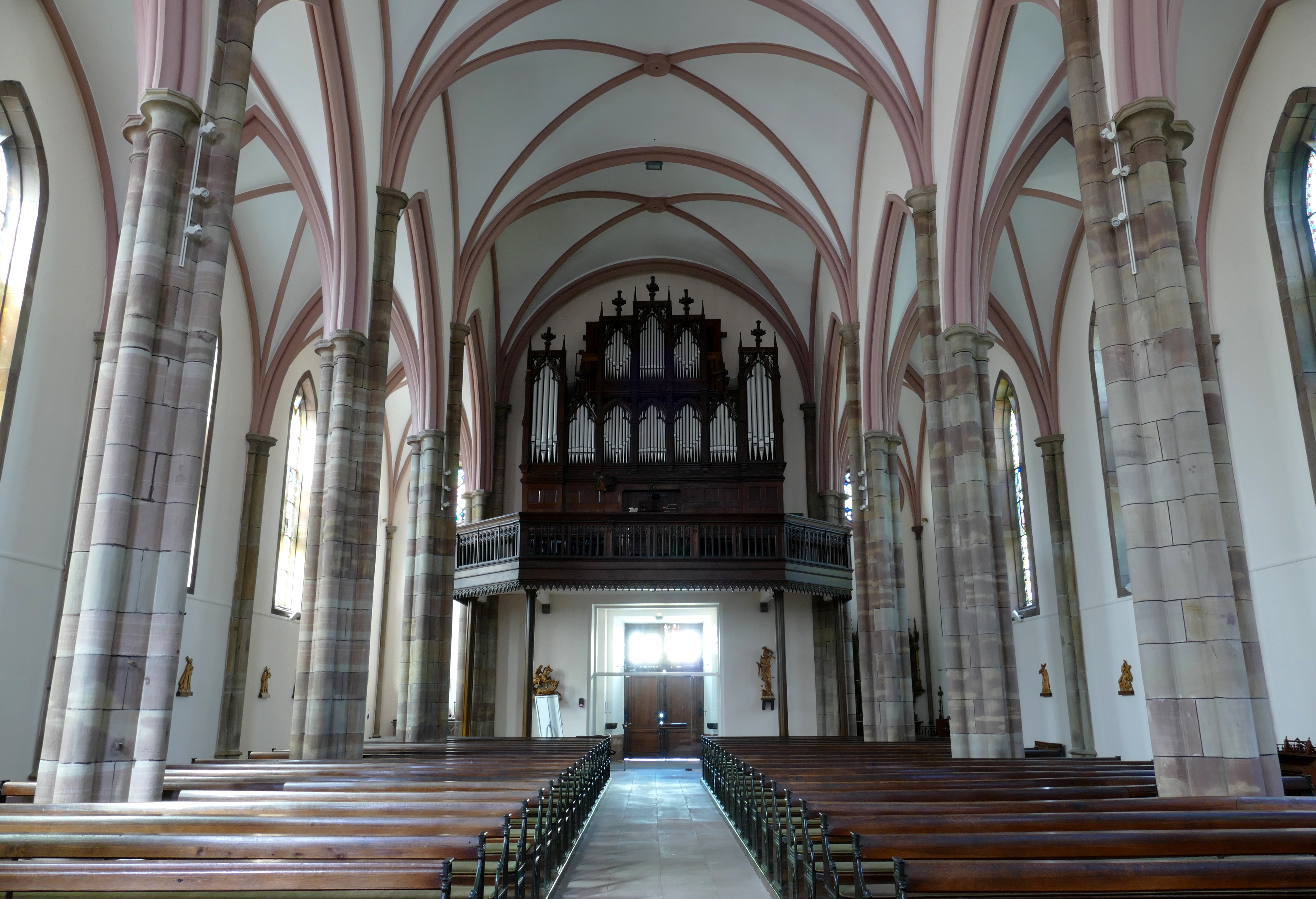
Орган
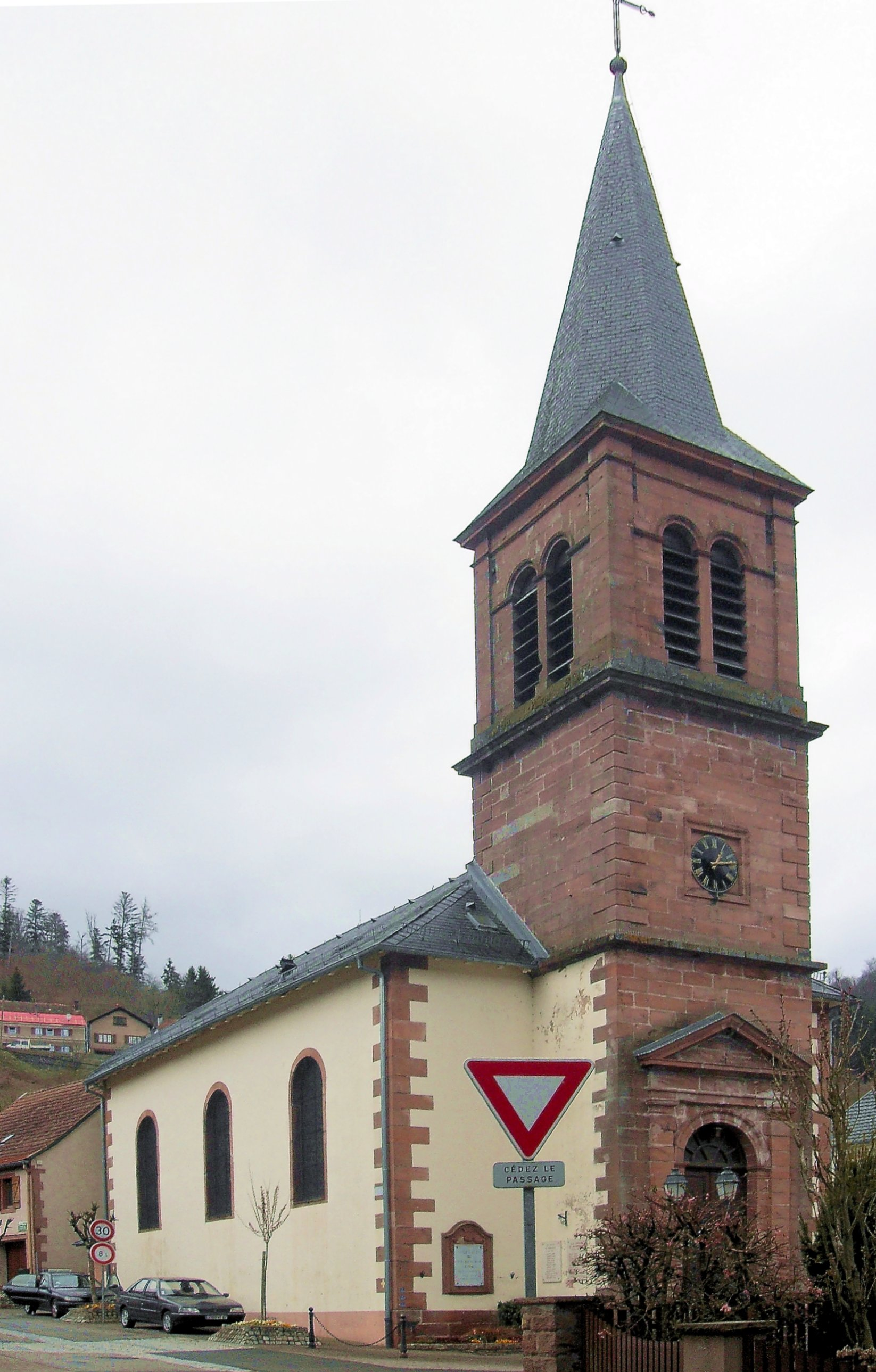
Церковь Святого Петра
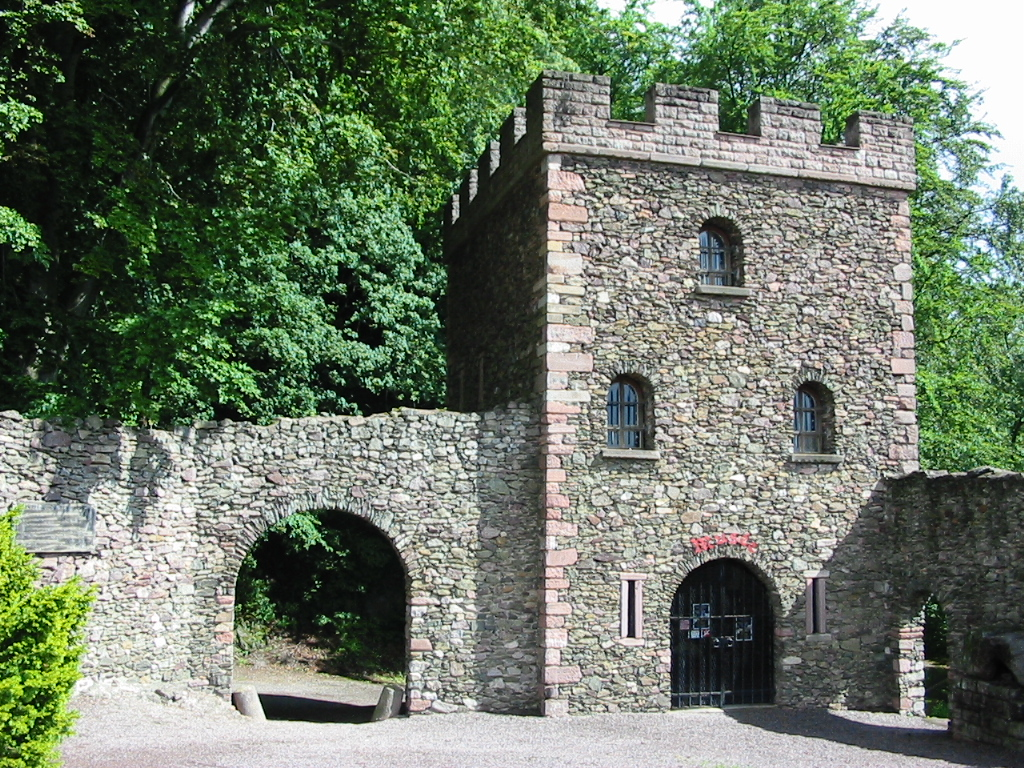
Шато-музей
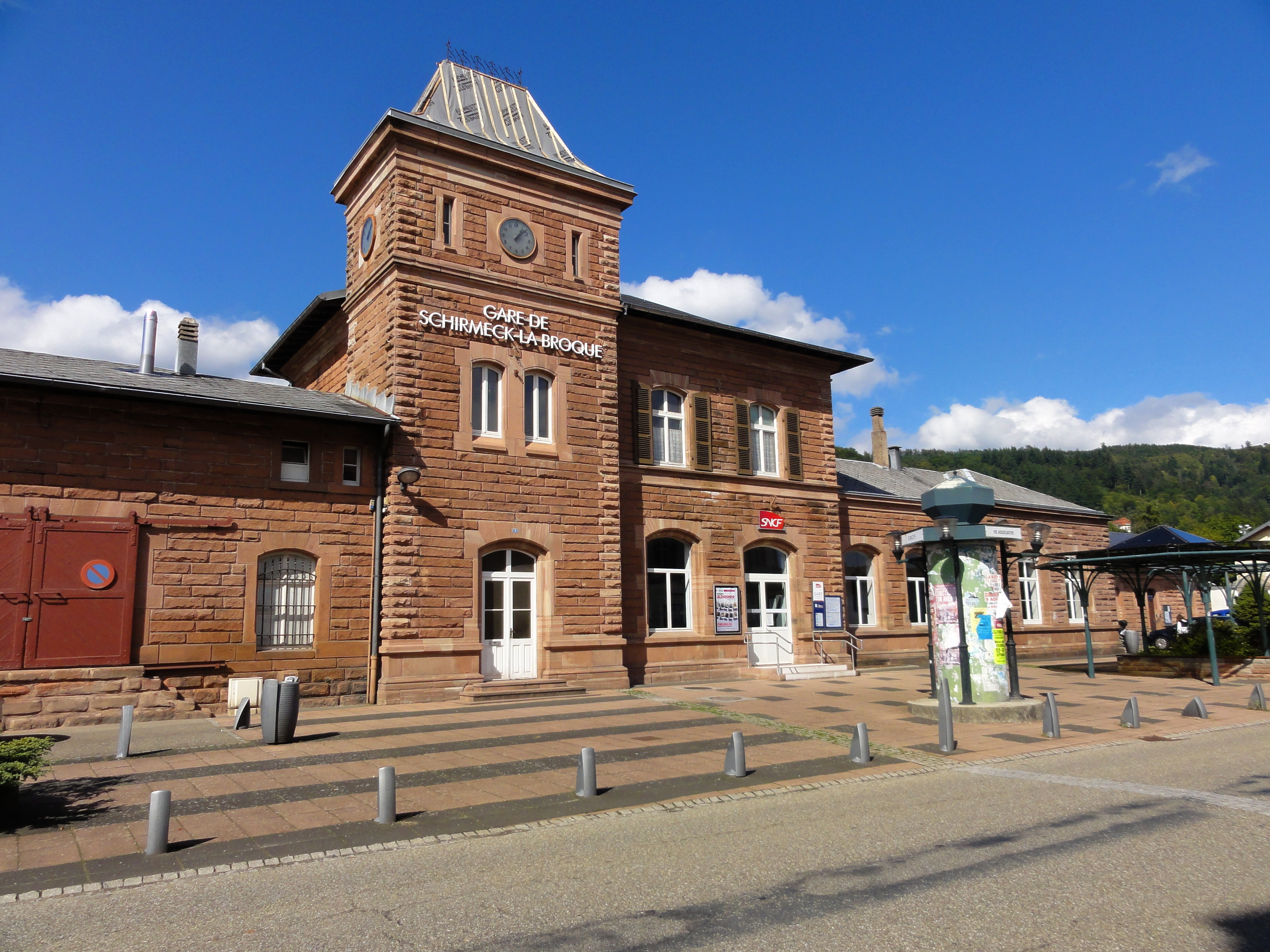
Здание вокзала (1881)
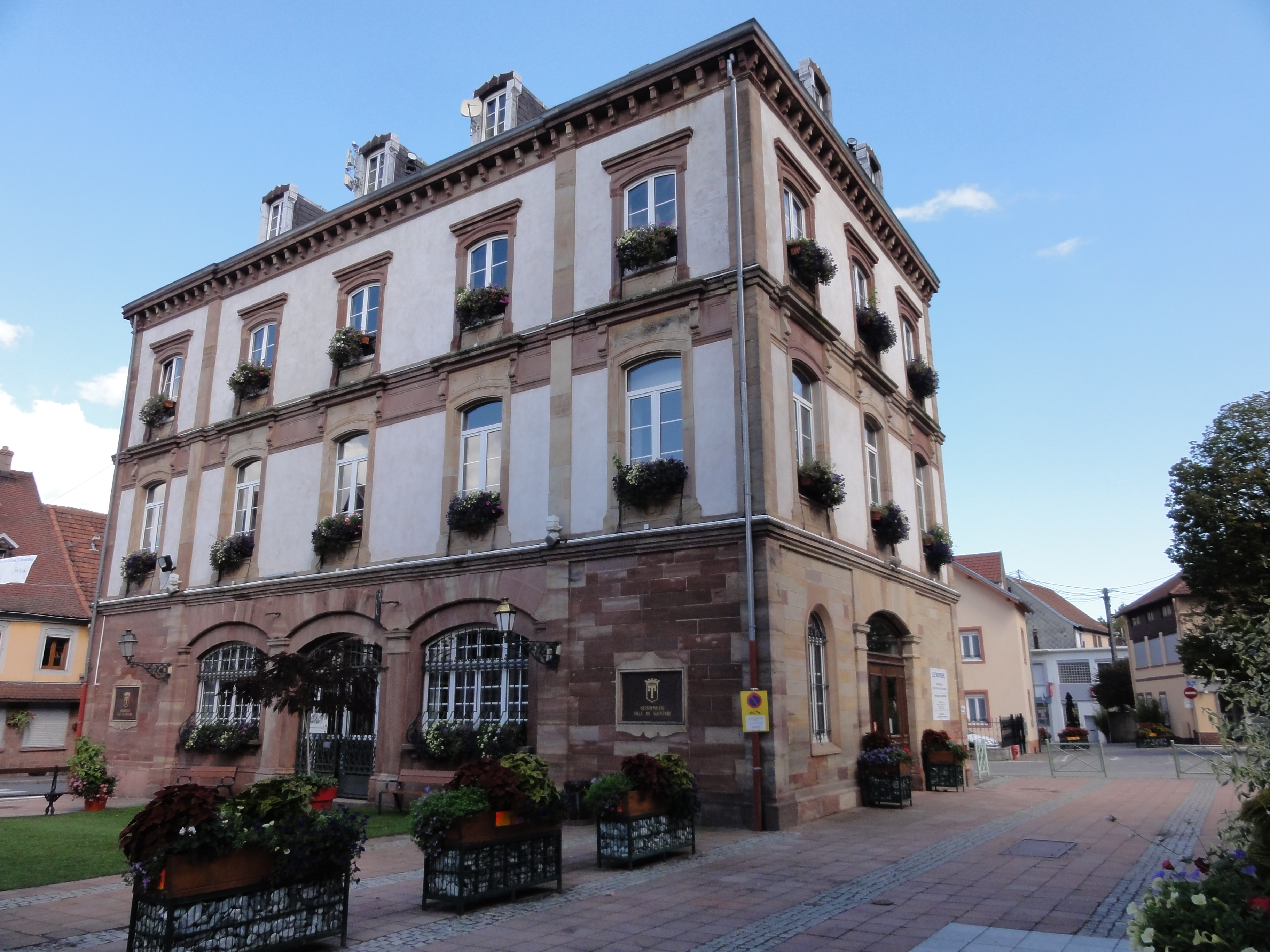
Здание мэрии (1864)
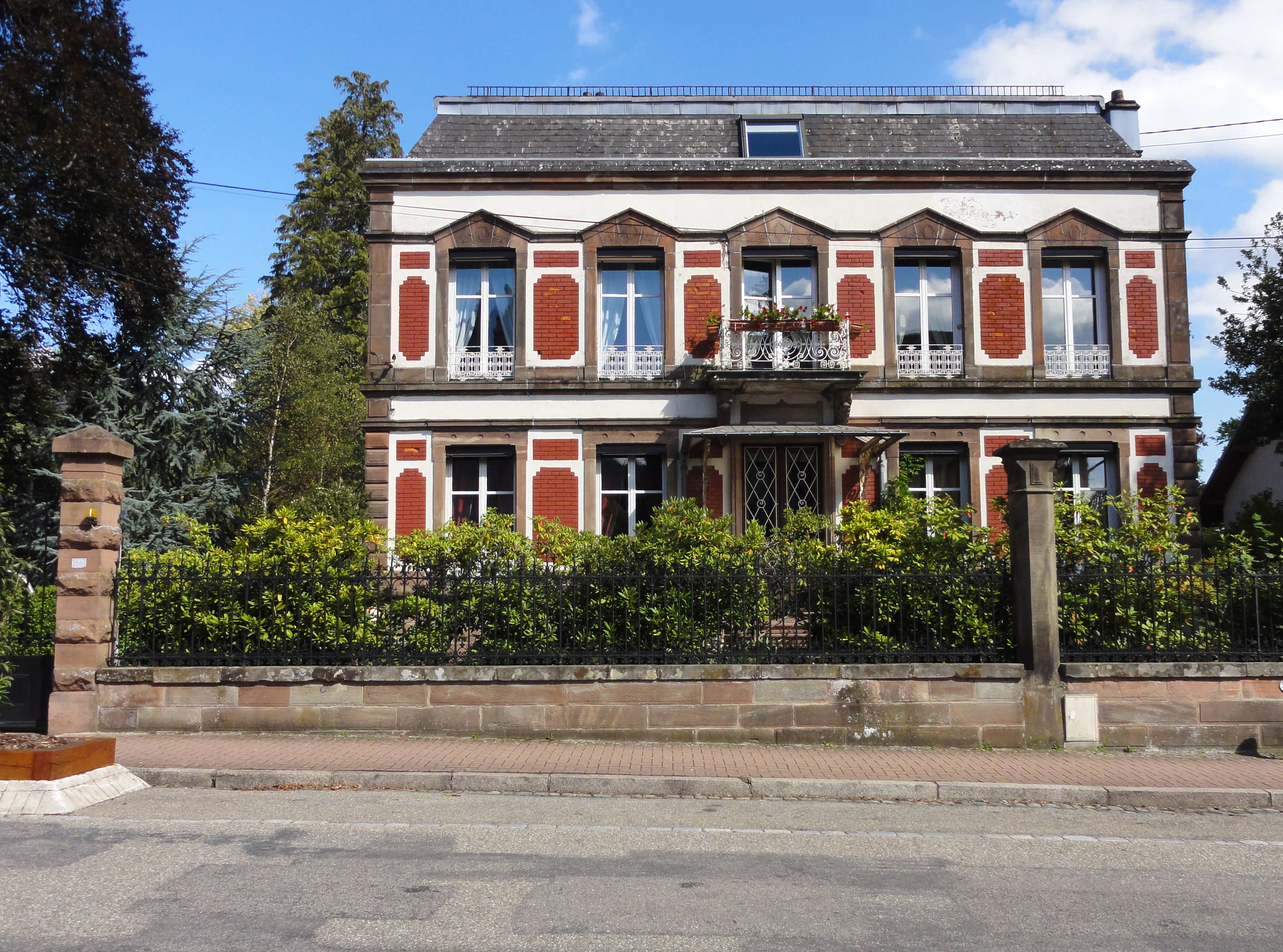
Здание (XIX век)
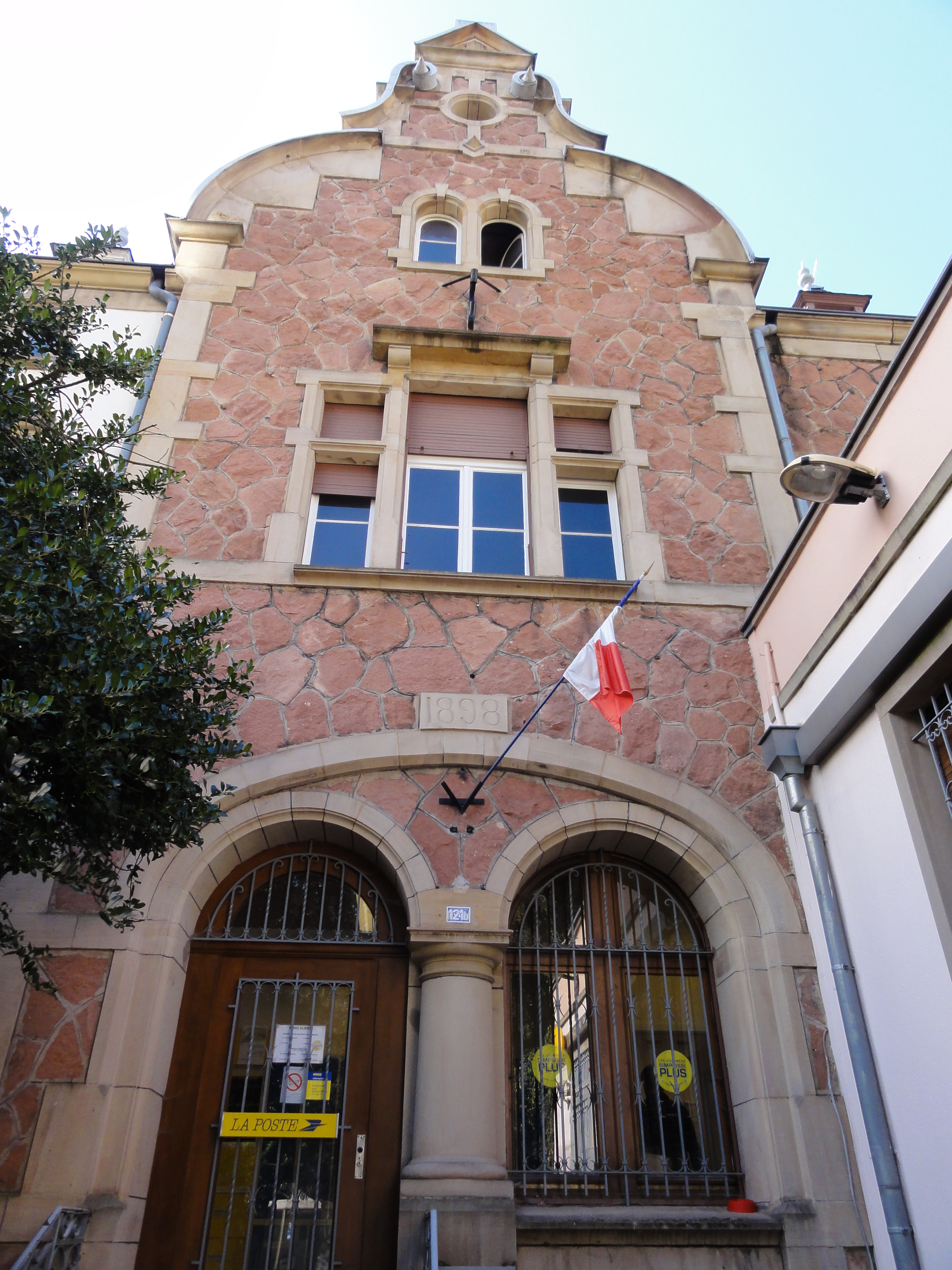
Здание отеля (1898)
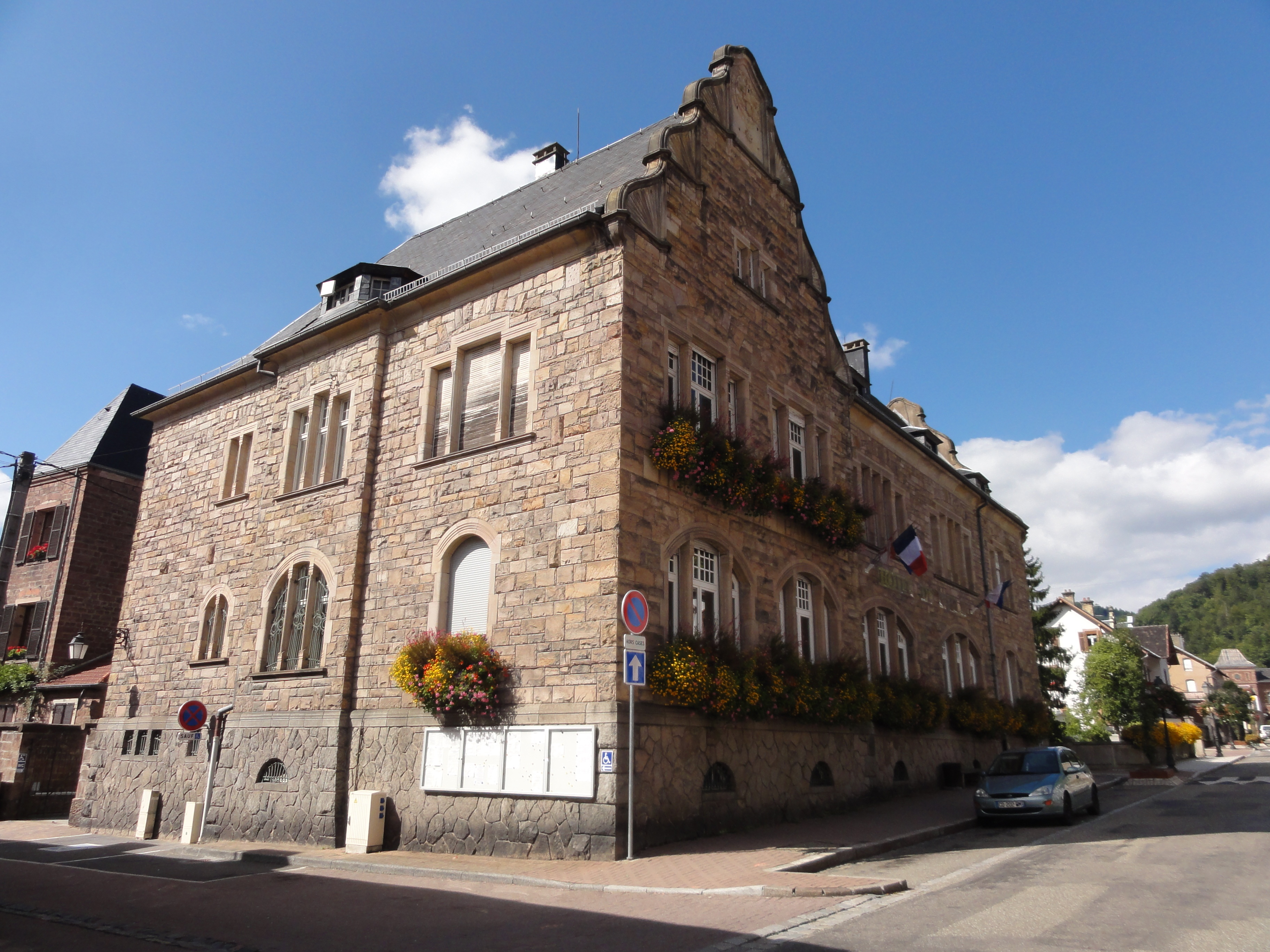
Здание отеля